# Le Cadeau de Carole
Le Cadeau de Carole (A Carol Christmas) est un téléfilm de Noêl américain réalisé par Matthew Irmas et diffusé le 7 décembre 2003 sur Hallmark Channel.

## Synopsis
Libre adaptation du Chant de Noël de Charles Dickens.

## Fiche technique
- Titre original : A Carol Christmas
- Réalisation : Matthew Irmas (en)
- Scénario : Tom Amundsen
- Photographie : Geza Sinkovics
- Musique : Roger Bellon
- Durée : 92 minutes
- Pays :  États-Unis

## Distribution
- Tori Spelling (VF : Laura Blanc) : Carol Cartman
- Dinah Manoff (VF : Catherine Davenier) : Marla
- William Shatner (VF : Richard Darbois) : Esprit du Noël présent
- Gary Coleman (VF : Jackie Berger) : Esprit du Noël passé
- David Atkinson : Esprit du Noël futur
- Michael Landes (VF : Alexandre Gillet) : Jimmy
- Nina Siemaszko (VF : Annabelle Roux) : Roberta
- Steffani Brass (en) : Lindsey
- Jason Brooks (VF : Jérôme Rebbot) : John
- Holmes Osborne (VF : Paul Borne) : Hal
- Paula Trickey (VF : Vanina Pradier) : Beth
- Holliston Coleman (VF : Kelly Marot) : Lily
- David Chisum (en) : Frank
- Ethan Sandler (VF : Pierre Laurent) : Jerry
- Barbara Niven : Morgan Maddox